# سربوحي دوساب
سربوحي دوساب (1840-1901) هي كاتبة نسوية أرمنية وأول روائية أرمنية. كانت شقيقة السياسي الأرمني العثماني الشهير هوفانيس فاهانيان.

## سيرة الذاتية
وُلدت دوساب باسم سربوحي فاهانيان في مقاطعة أورتاكوي في القسطنطينية من أسرة كاثوليكية أرمنية من الطبقة العليا. في ذلك الوقت، كانت العائلات الثرية تقلد بانتظام تقاليد وعادات أوروبا الغربية، وخاصة المجتمع الفرنسي. أظهرت الشابة دوساب، التي تلقيت تعليمها في مؤسسات أوروبا الغربية، اهتماما قليلا باللغة الأرمينية. ومع ذلك، بعد أن تم تدريسها من قبل الشاعر الأرمني الموقر مكرتش بيشكتاشليان، بدأت دوساب بإظهار المودة العميقة للغة بالإضافة إلى تراثها. تمت كتابة محاولاتها الإبداعية الأولى في الكتابة باللغة الأرمينية الكلاسيكية.
كانت دوساب متزوجة من موسيقي فرنسي، بول دوساب، الذي كانت تدير معه صالونًا على الطراز الأوروبي حيث يتجمع المثقفون والليبراليون والكتاب والناشطون البارزون في المدينة لمناقشة القضايا الاجتماعية والسياسية والأدب والشعر. كانت ناشطة في المنظمات الخيرية والخيرية التي عززت دعم وتعليم النساء. يعكس مسار دوساب الاتجاهات الأوروبية في القرن التاسع عشر. كتبت بشكل رئيسي في النمط الرومانسي.
وكان لدوساب طفلين، دورين وإدجار. توفي دورين في عام 1891، وبعد ذلك توقفت دوساب عن الكتابة للنشر. توفيت دوساب في عام 1901.

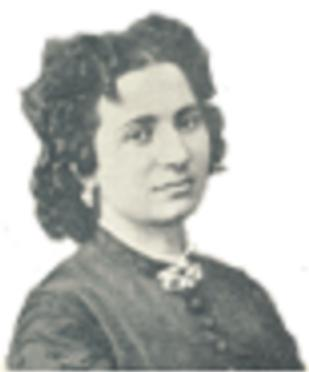

## كتابات
دوساب هي أول كاتبة أرمنية قامت بنشر أعمال ستسمى اليوم بالنسوية. وكانت أولى هذه المقالات سلسلة من المقالات حول وضع تعليم المرأة وتوظيفها. في عام 1883، نُشرت الرواية الأولى من قبل امرأة أرمنية، مايدا، والتي عالجت موضوع وضع المرأة غير المتكافئ. تم تطوير قلق دوساب مع تبعية الإناث، والتعليم الدنيء، وقلة الاستقلال المالي في الروايات التالية سيرانوش (1884) وأريكسا أو ما تسمى جوفرنس 1887.
وأعربت عن قلقها الشديد إزاء وضع النساء الفلاحات في الإمبراطورية العثمانية، ومهاجمة الهياكل الأبوية التقليدية وراء جهلهن، والقمع الذكوري الذي أدى إلى الزواج القسري في الريف. وأشارت أيضًا إلى أنه حتى في القسطنطينية الأكثر ثقافة وثقافة، كانت المرأة «لا تزال محرومة من حريتها ويهيمن عليها الرجال». كانت دوساب متأكدة من أن المجتمع لن يكون قادرًا على التقدم والتقدم دون تحرير المرأة. بالنسبة لهذه الأفكار الليبرالية، واجهت استياء من بعض المفكرين الأرمينيين البارزين، مثل كريكور زهراب، لكن المحظوظين كانوا موضع تقدير.

## الإرث
تعتبر دوساب اليوم رائدة في معالجة عدم المساواة بين الإناث والحاجة إلى تعليم الإناث. كانت مصدر إلهام للكتاب الأرمن الآخرين من الكتاب والصحفيين مثل زابل يايان، الذي استرجع قراءتها في شبابها، "لقد اعتدنا على قراءة كتب مدام دوساب معا، وفي عمل ذلك المؤلف النسوي، حاولنا إيجاد حلول ل المشاكل التي واجهناها ". في وقت لاحق، زارت هي وصديقاتها دوساب: "بدأت على الفور بطرح الأسئلة وتحدثت إلينا بالدفء والتشجيع... سمعت أنني كنت آمل أن أصبح كاتبة، حاولت السيدة ديساب أن تحذرني." كان عالم الأدب مليئًا بالعديد من الأشواك أكثر من الأمجاد، فقد أخبرتني أنه في عصرنا وعصرنا، لم تكن المرأة التي أرادت أن تضع لنفسها مكانًا في المجتمع قد خُطِفَت، ولتجاوز كل هذه العقبات، كنت بحاجة إلى لقد تركنا انطباعا عميقا علينا... لقد اتفقنا على أنه من أجل تجاوز الرداء المتوسط، كنا نحتاج إلى الذهاب إلى أوروبا لمواصلة تعليمنا ".